# المستشفى العسكري الأصلي للتعليم بتونس
المستشفى العسكري الأصلي للتعليم بتونس أو المستشفى العسكري بتونس العاصمة مستشفى عسكري وجامعي يتبع الدفاع الوطني. أحدث سنة 1956 في العمران، تم نقله إلى مونفلوري في عام 1989.وهو مؤسسة إدارية عامة ذات استقلال مالي. تخضع لاشراف الإدارة العامة للصحة العسكرية

## لمحة تاريخية
تمّ تأسيس المستشفى العسكري سنة 1958 واتخذ مقرا له المستشفى العسكري "Louis Vaillard" الذي أسّسته القوات الفرنسية سنة 1887 بمنطقة العمران بالعاصمة 
- مثّل لمدة طويلة المؤسّسة الوحيدة للصحة العسكرية تحت إدارة إطار طبي وشبه طبي مدني.
- في سنة 1972 ولأول مرّة تخضع إدارة المستشفى العسكري لقيادة طبيب عسكري.
- في سنة 1989 وبقرار من رئيس الجمهورية القائد الأعلى للقوات المسلحة أسند مستشفى الحبيب ثامر إلى مصالح الصحة العسكرية وأطلق عليه اسم المستشفى العسكري الأصلي للتعليم بتونس.

## نشاطاته
- تقديم خِدْمَات صحية لفائدة العسكريين وعائلاتهم، وكافة الأعوان المدنيين التابعين لوزارة الدفاع الوطني وعائلاتهم بصفة خاصة والمضمونين الاجتماعيين المنخرطين بصناديق الضمان الاجتماعي والمدنيين بمقابل بصفة استثنائية، وكذلك إلى الأعوان الراجعين بالنظر إلى الهياكل العمومية أو الخاصّة عن طريق اتفاقيات تبرم مع وزارة الدفاع الوطني.
- يشارك في التدريس الجامعي وما بعد الجامعي في ميادين الطب والصيدلة وطب الأسنان وكذلك في تكوين الإطار شبه الطبي، كما ينظم ويساهم في كل الأعمال الاستشفائية الجامعية لفائدة التلامذة الضباط الأطباء والطلبة في الطب.
- تحدث عند الاقتضاء، فرق طبية أو جراحية تعهد إليها مهمّة إسناد الوحدات العملياتية أو التدخل في إطار عمل إنساني بتونس أو بالخارج لنجدة المواطنين عند الحاجة.
- يتخذ كل التدابير التي تضمن حسن تنفيذ مخططات التدخل الطبي خلال الكوارث والعمليات العسكرية.
- يساهم في كل عمل يتعلق بالطب الوقائي والتثقيف الصحّي.
- يباشر كل أعمال البحث العلمي ويشارك فيها خاصّة في ميادين الطب والصيدلة وطب الأسنان.

ويقوم المستشفى العسكري الأصلي للتعليم بتونس بقبول الطلبة للقيام بتربصات بمختلف الأقسام الاستشفائية والمصالح الطبية المشتركة والدوائر حسب اختصاصاتهم.

## الأقسام الإستشفائية
- قسم جراحة الأحشاء والجراحة العامة.
- قسم جراحة القلب والصدر.
- قسم جراحة الأوعية المحيطة.
- قسم جراحة العظام والكلوميات.
- قسم جراحة المسالك البولية.
- قسم أمراض الأذن والأنف والحنجرة وجراحة الفم والوجه والفكين.
- قسم أمراض العيون.
- قسم جراحة الأعصاب.
- قسم أمراض النساء والتوليد.
- قسم طب وجراحة الأسنان.
- قسم الطب الباطني.
- قسم الأمراض الخمجية (تابع حاليا إلى قسم الطب الباطني).
- قسم أمراض القلب.
- قسم أمراض المعدة والأمعاء.
- قسم التخدير والإنعاش.
- قسم أمراض الرئة والحساسية.
- قسم الحروق البليغة (في طور الإنجاز).
- قسم أمراض الكلى.
- قسم تصفية الدم والكلى الاصطناعية.
- قسم الغدد الصماء.
- قسم علم الرثية (تابع حاليا إلى قسم الطب الباطني).
- قسم أمراض الأعصاب.
- قسم الطب النفساني.
- قسم الأمراض الجلدية.
- قسم طب الأطفال.
- قسم طب الولدان.
- قسم أمراض الدم (تابع حاليا إلى قسم الطب الباطني- بعث قسم جديد خاص بأمراض الدم وأمراض السرطان في طور الإنجاز).

## الأقسام والوحدات الطبية
- قسم التشخيص بالأشعة.
- قسم المعالجة بالأشعة (مبرمج إنجازه).
- قسم الطب النووي.
- قسم الطب الاستعجالي.
- قسم العلاج الطبيعي واسترجاع الحركة.
- قسم المعالجة بالأكسيجين المضغوط.
- قسم حفظ الصحة الاستشفائية وحماية المحيط.
- قسم التغذية والصحة الغذائية.
- قسم طب الشغل والسلامة المهنية.
- قسم العيادات الخارجية.
- قسم التشريح وعلم الخلايا المرضية
- قسم مخبر تحاليل الكيمياء الحية.
- قسم مخبر تحاليل علم الأحياء الدقيقة.
- قسم مخبر تحاليل أمراض الدم.
- قسم مخبر تحاليل علم الحميات.
- قسم مخبر تحاليل علم الطفيليات.
- قسم مخبر تحاليل علم السموميات (تابع حاليا إلى قسم مخبر تحاليل الكيمياء الحية).
- قسم مخبر تحاليل الغدد الصماء (تابع حاليا إلى قسم مخبر تحاليل الكيمياء الحية).
- قسم الصيدلية الداخلية.
- وحدة زرع الأعضاء.
- المجمّع المركزي للعمليات.